# Роде, Леон
Леон Роде  (нем. Leon Raphael Rohde; род. 10 мая 1995 в Альтоне, Гамбург, Германия) — немецкий профессиональный трековый и шоссейный велогонщик, выступающий за континентальную команду «Sunweb–Giant Development Team».

## Достижения

### Трек
2012
3-й  Командное преследование, Чемпионат Европы U23
2013
Чемпион Германии
1-й  Индивидуальное преследование
1-й  Командное преследование
2014
1-й  Командное преследование, Кубок мира (Гвадалахара)
1-й  Гонка по очкам, Чемпионат Германии
1-й  Мэдисон, Чемпион Европы U23 (c Домеником Вайнштайном)
3-й  Командное преследование, Чемпионат Европы U23
2015
1-й  Мэдисон, Кубок мира (Кали)

### Шоссе
2015
5-й Тур Берлина
1-й  Молодёжная классификация
2016
8-й Гонка Карпатских Курьеров
10-й Тур Берлина
2017
1-й Тур Дюрена
7-й Триптик де Мон
8-й ЗЛМ Тур